# Cobly (arrondissement)
Cobly är ett arrondissement i kommunen Cobly i Benin. Den hade 17 809 invånare år 2002.